# Immoble a la plaça Doctor Rovira, 17
L'Immoble a la plaça Doctor Rovira, 17 és una obra de Breda (Selva) protegida com a Bé Cultural d'Interès Local.

## Descripció
Edificació formada per dos cossos de planta baixa i un pis amb coberta a dues aigües de teula àrab amb el carener paral·lel a la façana principal. A la planta baixa hi ha dues portes amb llinda, una d'elles més ampla i amb carreus de pedra a la llinda i als brancals, amb un d'aquests portals rectangulars, gairebé quadrats, característics de Breda en una determinada època. A la planta superior hi ha dos balcons situats sobre les obertures de la planta baixa, amb barana de ferro forjat sobre llosana de pedra. Coberta amb un ràfec sobre colls de fusta.